# Liên minh Thuế quan Á Âu
Liên minh Thuế quan Á Âu (tiếng Anh Eurasian Customs Union viết tắt: EACU) là một liên minh thuế quan bao gồm tất cả những thành viên của Liên minh Kinh tế Á Âu. Nó được thành lập vào ngày 1 tháng 1 năm 2010 như là một liên minh thuế quan giữa Belarus, Kazakhstan, và Nga (tiếng Nga: Таможенный союз Белоруссии, Казахстана и России). Liên minh ban đầu gồm Belarus, Kazakhstan, và Nga, và kết nạp thêm Armenia và Kyrgyzstan từ ngày 1 tháng 1 năm 2015. Hiệp định hành lập Liên minh sẽ được thay thế bằng hiệp định thành lập Liên minh Kinh tế Á Âu, bắt đầu từ năm 2014, nó sẽ bao gồm cả việc sáp nhập Liên minh thuế quan vào cơ cấu tổ chức của Liên minh Kinh tế Á Âu.
Liên minh thuế quan được thành lập bước đầu sẽ như là một tổ chức giống với Liên minh châu Âu-một liên minh kinh tế giữa các nước thuộc Liên Xô cũ. Các thành viên sẽ hội nhất nền kinh tế và gỡ bỏ hàng rào thuế quan giữa các nước sau tháng 6 năm 2011. Ngày 19 tháng 11 năm 2011, các nước thành viên đã đặt ra một nhệm vụ chung trong việc liên kết các nền kinh tế, kế hoạch thành lập Liên minh Kinh tế Á Âu vào năm 2015. Ngày 1 tháng 1 năm 2012, ba thành viên đã hình thành một không gian kinh tế chung để tiến tới thành lập một liên minh kinh tế thống nhất. Liên minh Kinh tế Á Âu được hợp nhất chính từ Liên minh thuế quan và Cộng đồng Kinh tế Á Âu.
Sự hình thành của Liên minh được xây dựng dựa trên 3 hiệp định vào các năm 1995, 1999 và 2007. Hiệp định đầu tiên vào năm 1995 quyết định việc thành lập Liên minh, vào năm 1999 hiệp định thứ hai được ký kết nêu lên các thức tổ chức, và cuối cùng vào năm 2007 chính thức tuyên bố việc thành lập một khu vực kinh tế xóa bỏ hàng rào thuế quan và việc hình thành Liên minh.

## Chỉ trích
Hoa Kỳ chỉ trích Liên minh thuế quan vì cho rằng nó như là một cố gắng nhằm "tái lập Liên bang Xô viết dưới sự thống trị của người Nga bằng một liên minh giữa các quốc gia độc lập ".